# Польова артилерія

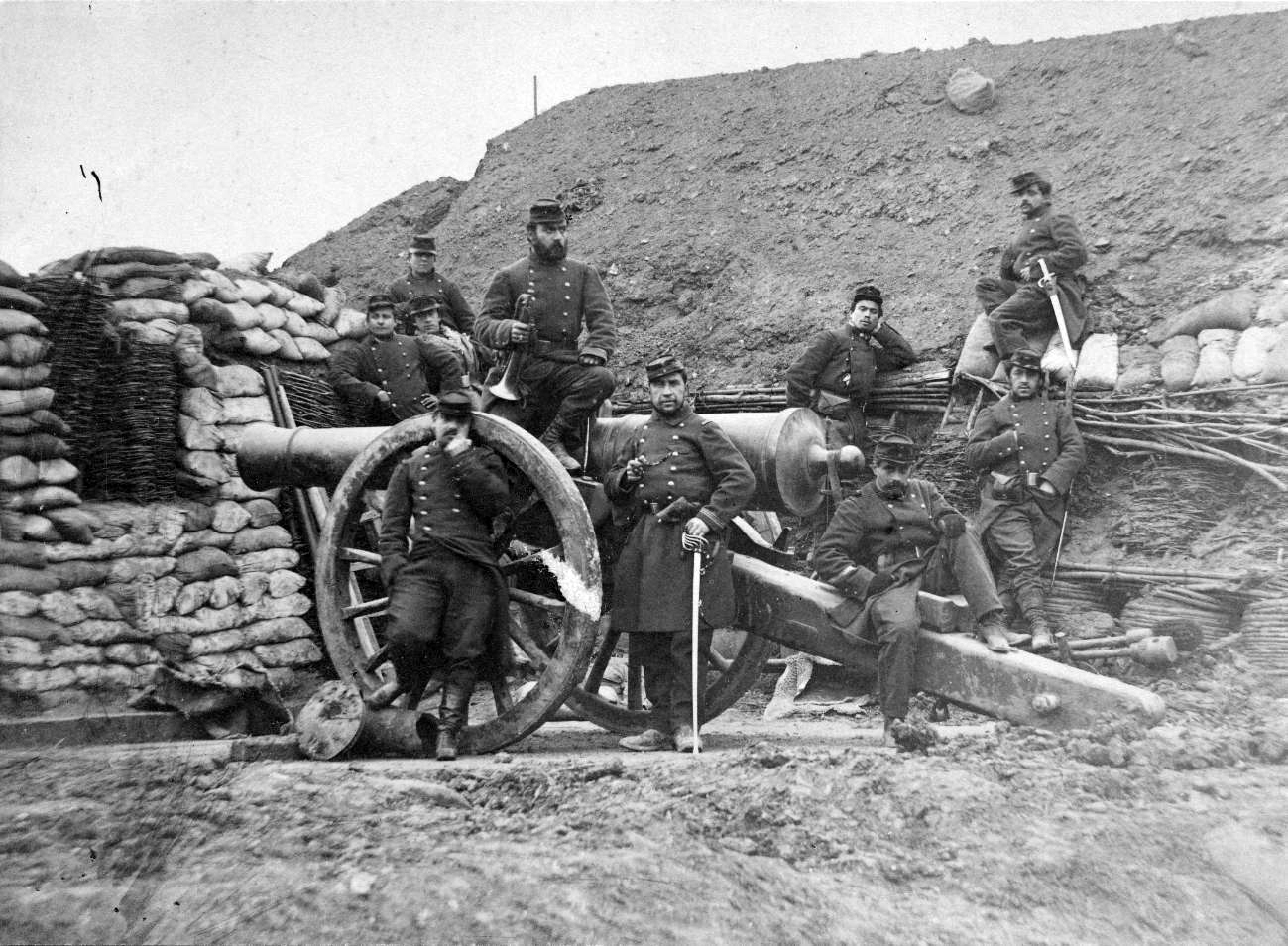
Французька польова артилерія часів французько-прусської війни 1870–1871

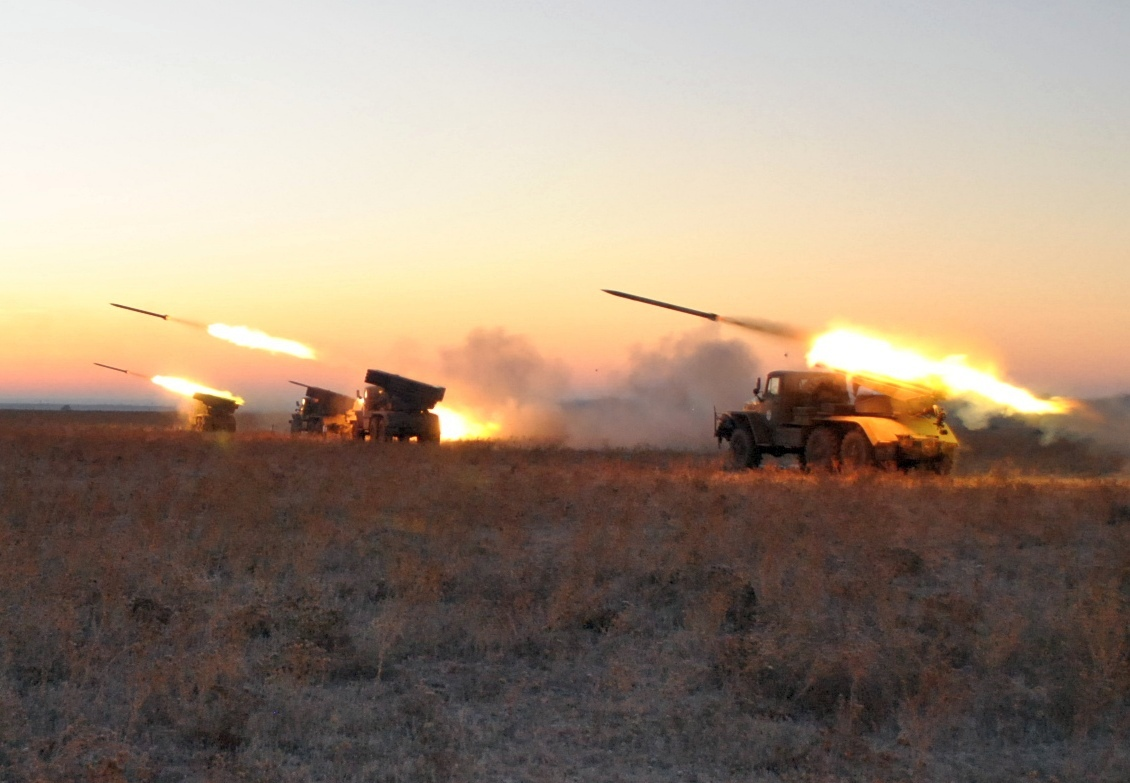
Українська обслуга веде артилерійський вогонь з «Граду».

Польова артилерія — вид артилерії, призначений для підтримки військ на полі бою. У початковий період розвитку артилерії (14-15 століття) її гармати були громіздкими та малорухомими й тому застосовувалися головним чином для облоги та оборони фортець. З винаходом дерев'яного лафета артилерія отримала можливість маневрувати в боях і діяти спільно з піхотою і кіннотою. Така артилерія отримала назву «польова артилерія».
В артилерії перші станки з колесами з'явилися наприкінці 15 століття; з 2-ї чверті 16 століття лафети виготовлялися під всі гармати. Надалі (17-18 ст.) зменшенню маси гармат і збільшенню їх рухомості приділялася велика увага.
Перед Першою світовою війною польова артилерія армій включала легку, кінну, гірську, кінно-гірську, мортирну й важку артилерію. У сучасних арміях термін польова артилерія вживається зазвичай в країнах західної Європи, НАТО та багатьох країн світу для позначення роду військ у складі сухопутних військ. До польової артилерії відносять підрозділи, частини, об'єднання, сухопутних військ, які мають на озброєнні ракетні комплекси, комплекси артилерійської розвідки, гармати, міномети та протитанкові комплекси. Організаційно вони представлені артилерійськими батареями, дивізіони, полки та бригади.
У радянській військовій науці термін «польова артилерія» не застосовувався та був визначений як застарілий.